# 2-Imidazolidinone
La 2-imidazolidinone est un composé chimique hétérocyclique. Elle est composée d'un noyau d'imidazolidine (imidazole complètement saturée) avec une fonction cétone sur le carbone entre les deux atomes d'azote. Elle est utilisée comme herbicide et insecticide. Elle se rencontre notamment dans la structure chimique de la vitamine B8.